# Elektroniczny Numer Seryjny
Elektroniczny Numer Seryjny (ang. Electronic Serial Number, ESN) – unikatowy 32-bitowy numer identyfikacyjny przypisywany przez producentów do telefonów komórkowych. ESN zapisywany jest w mikroprocesorze telefonu, zazwyczaj znajduje się również na etykiecie pod baterią telefonu.
Przy każdej próbie nawiązanie połączenia ESN jest automatycznie przekazywany do stacji bazowej. Numer używany jest do uwierzytelniania telefonu w celu zapobiegania nadużyciom. Numery ESN są obecnie stosowane głównie w telefonach obsługujących sieci CDMA.
Pierwsze 8 bitów pierwotnie reprezentowało kod producenta, pozostawiając 24 bity na przypisywanie kodów do urządzeń mobilnych. Ten system pozwalał na maksymalnie 256 producentów i do 16 777 215 unikatowych kodów dla każdego urządzenia mobilnego. Aby umożliwić nadawanie ESN przez większą liczbę producentów, kod producenta został przedłużony do 14 bitów, pozostawiając 18 bitów dla poszczególnych kodów urządzenia mobilnego. W tym systemie producent może przypisać tylko do 262 144 kodów.
W 2006 roku z powodu wyczerpania się unikatowych numerów ESN konieczne stało się przejście do nowego standardu MEID, który zastąpił dotychczasowy ESN.